# Аль-Мухаррак (футбольний клуб)
Спортивний клуб «Аль-Мухаррак» або просто «Аль-Мухаррак» (араб. نادي المحرق الرياضي) — професійний бахрейнський футбольний клуб з міста Мухаррак, заснований у 1928 році. Один з найстаріших спортивних клубів в країнах Перської затоки. Команда грає в чемпіонаті Бахрейну з футболу, перемагала в ньому 33 рази (2016). Традиційно команда є основою національної збірної

## Досягнення
- Чемпіонат Бахрейну з футболу
  -  Чемпіон (35): 1957, 1958, 1960, 1961, 1962, 1963, 1964, 1965, 1966, 1967, 1970, 1971, 1973, 1974, 1976, 1980, 1983, 1984, 1986, 1988, 1991, 1992, 1995, 1999, 2001, 2002, 2004, 2006, 2007, 2008, 2009, 2011, 2015, 2018, 2025

- Кубок короля Бахрейну
  -  Володар (33): 1952, 1953, 1954, 1958, 1959, 1961, 1962, 1963, 1964, 1966, 1967, 1972, 1974, 1975, 1978, 1979, 1983, 1984, 1989, 1990, 1993, 1995, 1996, 1997, 2002, 2005, 2008, 2009, 2011, 2012, 2013, 2016, 2020

- Кубок Футбольної Асоціації Бахрейну
  -  Володар (5): 2005, 2009, 2020, 2021, 2022

- Кубок наслідного принцу Бахрейну
  -  Володар (5): 2001, 2006, 2007, 2008, 2009

- Суперкубок Бахрейну
  -  Володар (3): 2006, 2013, 2018

- Кубок АФК
  -  Володар (2): 2008, 2021

- Клубний кубок чемпіонів Перської затоки з футболу
  -  2012

## Відомі тренери
- Махмуд Хафаджи (бл. 1970-их)[1]
- Халіфа Аль-Заяні (1980-ті)
- Ральф Боргеш Феррейра (1989–90)
- Давід Феррейра-Дуке (1991–92)
- Іон Молдован (1999)
- Акасіу Касіміру (2003)
- Ральф Боргеш Феррейра (2003–04)
- Стефано Імпальяццу (2004–05)
- Халіфа Аль-Заяні (2005)
- Карлуш Алінью (2005–06)
- Халіфа Аль-Заяні (2006)
- Фернанду Дураду (2006)
- Сальман Шаріда (2007–08)
- Жуліу Пейшоту
- Діну Дурбозович (2014—2015)
- Халід Тай (2015)
- Іса Альсадун (2016-)